# Sd.Kfz.10/4
Sd.Kfz.10/4 (2 cm Flak 30 auf Selbstfahrlafette Zugkraftwagen 1t), Demag D7 – niemieckie samobieżne działo przeciwlotnicze, uzbrojone w automatyczną armatę przeciwlotniczą 2 cm FlaK 30 kalibru 20 mm. Nowsza wersja z armatą 2 cm FlaK 38 tego kalibru nosiła oznaczenie Sd.Kfz.10/5 (2 cm Flak 38 auf Sfl. Zgkw. 1t) (w publikacjach  często stosowane jest oznaczenie Sd.Kfz.10/4 dla obu wersji).
Był to lekki ciągnik półgąsienicowy Sd.Kfz.10, na którego platformie z tyłu zamontowano automatyczną armatę przeciwlotniczą kalibru 20 mm Flak 30, a od 1941 roku nowszą Flak 38. Dodatkowo platformę wyposażono w opuszczane boczne osłony wykonane z siatki, stanowiące po rozłożeniu podesty dla obsługi. Na pojeździe przewożono 240 nabojów w magazynkach. Część pojazdów późniejszej produkcji, od 1942, posiadała dodatkowe opancerzenie przodu silnika oraz kabiny kierowcy płytami 8 mm. Pojazd mógł holować jednoosiową przyczepkę amunicyjną Sd.Anh.51 (640 nabojów).

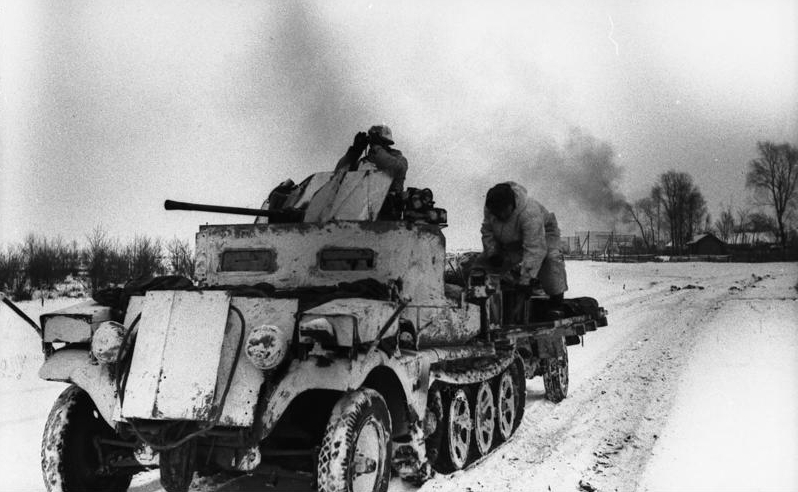
Wersja opancerzona Sdfz.10/5

Pierwszą serię pojazdów wykonano w 1939 - 195 SdKfz.10/4 dla wojsk lądowych i 175 dla lotnictwa Luftwaffe, dla ochrony lotnisk. Konstrukcja okazała się udana i w 1940 zbudowano dalsze 1000 dla armii i 225 dla Luftwaffe. Dalsza produkcja trwała do 1944.